# Куденеев, Сергей Васильевич
Серге́й Васи́льевич Кудене́ев (род. 1961; село Советское, Ошская область) — российский юрист, государственный советник юстиции 2 класса (2003), прокурор Москвы (2011—2015).

## Биография
Родился в 1961 году в селе Советское Ошской области. Трудовую деятельность начал в 1978 году слесарем райсельхозтехники.
В 1987 году окончил Томский государственный университет имени Куйбышева по специальности правоведение. По распределению был направлен на работу в прокуратуру Еврейской автономной области.
Работал помощником прокурора по общему надзору, старшим помощником прокурора и прокурором Смидовичского района, начальником следственного отдела прокуратуры области.
В 1994 году стал заместителем прокурора Еврейской автономной области.
В 1997 году возглавил прокуратуру Еврейской автономной области.
С июля 2001 года занимал должность прокурора Мордовии.
В ноябре 2005 года Генпрокурор РФ Владимир Устинов назначил Сергея Куденеева прокурором Орловской области.
В октябре 2006 года Куденеев переведён на должность начальника управления по надзору за законностью уголовных наказаний и содержания под стражей обвиняемых в следственных изоляторах Генпрокуратуры.
14 июля 2011 года Генеральный прокурор Российской Федерации Юрий Чайка назначил Сергея Куденеева прокурором города Москвы.
30 сентября 2015 года президент России Владимир Путин освободил от занимаемой должности прокурора Москвы Сергея Куденеева в связи с  отставкой за выслугой лет.
Кандидат юридических наук.

## Награды
- Орден Почёта (15 ноября 2013 года) — за активную законотворческую деятельность, заслуги в укреплении законности, защите прав и интересов граждан и многолетнюю добросовестную работу[6]
- Заслуженный юрист Российской Федерации (2008 год)
- Почётная грамота президента Российской Федерации (2011 год)
- Почётный работник прокуратуры Российской Федерации
- Медаль «Ветеран прокуратуры»[5]
- Медаль Анатолия Кони[5]